# 北牧村
北牧村（きたまきむら）は長野県南佐久郡にあった村。現在の小海町の千曲川以西および佐久穂町大字千代里にあたる。

## 地理
- 山：東天狗、中山、丸山、稲子岳、にゅう
- 湖沼：松原湖、白駒の池
- 河川：千曲川

## 歴史
- 1889年（明治22年）4月1日 - 町村制の施行により、豊里村・千代里村・稲子村の区域をもって発足。
- 1956年（昭和31年）9月30日 - 小海村と合併して小海町が発足。同日北牧村廃止。
- 1958年（昭和33年）3月25日 - 小海町のうち旧村域の一部（千代里の一部）を八千穂村に編入。

## 交通

### 道路
- 国道141号